# Tadó (ort)
Tadó är en ort i Colombia.   Den ligger i departementet Chocó, i den västra delen av landet, 280 km väster om huvudstaden Bogotá. Tadó ligger 75 meter över havet och antalet invånare är 10 095.
Terrängen runt Tadó är huvudsakligen platt. Tadó ligger nere i en dal. Runt Tadó är det ganska glesbefolkat, med 45 invånare per kvadratkilometer. Närmaste större samhälle är Istmina, 17,6 km sydväst om Tadó. I omgivningarna runt Tadó växer i huvudsak städsegrön lövskog.